# Davide Copperfield (film 1935)
Davide Copperfield (David Copperfield) è un film del 1935 diretto da George Cukor.

## Trama
Il padre di David muore prima della sua nascita e quindi il giovane è costretto a trascorrere l'infanzia senza la presenza di una figura paterna. Trova quindi un valido appoggio nella madre e nella governante Peggotty. La madre di David tuttavia sente la necessità di avere un marito e quindi si risposa con Mr. Murdstone, un uomo severo e insensibile e accoglie in casa la sorella di quest'ultimo che si dimostra essere addirittura più insensibile del fratello.
Entrambi cercano di allontanare David dalla famiglia mandandolo in collegio. Qui David conosce Steerforth, che stimerà e sarà il suo più grande amico, il compagno Taddles e il severo preside Creakle. Tornato dal college David trova un fratellino nuovo e una madre oppressa dal marito, questa sua condizione la porterà alla morte e David quindi verrà mandato a lavorare nella fabbrica di bottiglie di Murdstone.
Durante questo periodo è assistito presso la famiglia Micawber e stringe una profonda amicizia con i suoi componenti. Mr. Micawber, dal linguaggio aulico e con la testa un po' per aria, non è in grado di badare alle spese di casa e si indebita; a questo punto David decide di scappare via da Londra. Raggiunge a piedi, dopo mille avventure, Dover, dove risiede una sua prozia, Betsie Trotwood. La zia lo accoglie insieme con il coinquilino Sig. Dick e insieme gli pagano gli studi presso Canterbury e l'affitto di una stanza presso l'avvocato Wickfield dove David stringe un'amicizia sincera con la figlia di quest'ultimo, Agnes.
Terminati gli studi David incomincia il tirocinio presso lo studio legale Spanlow e Jorkins dove conosce la figlia di Spanlow, Miss Dora, finendo per innamorarsene ma incrocia la strada con il perfido Uriah Heep, aiutante di Wickfield, che subito prova gelosia e rancore per il nuovo arrivato.

## Produzione
Il produttore del film, David O. Selznick voleva da tempo realizzare un film tratto da David Copperfield, romanzo che aveva molto amato e che era servito a suo padre Lewis J. Selznick, nato in Russia, per imparare l'inglese e che lo stesso genitore gli leggeva ogni sera prima di metterlo a letto.
Una ricostruzione della Londra del diciannovesimo secolo venne edificata negli studi della MGM. Le scene in esterni furono girate in generale a Malibù in California. La MGM filmò anche gli esterni della Cattedrale di Canterbury, che vengono mostrati nel film solo per meno di un minuto.
Charles Laughton era stato inizialmente scritturato per la parte del Sig. Micawber. Dopo due giorni di riprese, chiese di essere rimpiazzato perché non gli piaceva la sua recitazione nella parte. Selznick lo lasciò andar via, e Laughton caldeggiò l'ingaggio del comico W.C. Fields per il ruolo. Una clausola nel contratto di Fields stabiliva che dovesse recitare la parte con un accento inglese, ma trovando grosse difficoltà fu deciso che recitasse con la sua cadenza naturale. Il risultato fu una delle migliori prove d'attore dell'anno.

## Accoglienza
Il film fu ben accolto al suo debutto nel gennaio del 1935. Un critico del New York Times lo definì «La più soddisfacente trasposizione filmica di un romanzo che sia mai stata fatta». Il film ricevette la nomination per 3 Oscar, incluso quello come miglior film (ma perse a favore de La tragedia del Bounty), e venne anche nominato per la Coppa Mussolini come migliore film straniero al Festival del Cinema di Venezia.
Viene ancora oggi programmato in televisione nel periodo natalizio in molti Paesi.

## Riconoscimenti
Nel 1935 il film è stato indicato tra i migliori dieci film dell'anno dal National Board of Review of Motion Pictures.
È stato selezionato dal The New York Times come uno dei migliori 1000 film mai girati.